# 悦州 (贞观)
悦州，唐朝时设置的州。
贞观初以党项部落置，治所在今四川省阿坝藏族羌族自治州东北。辖境相当今阿坝州东北部。属静边州都督府。后地入吐蕃，州侨治庆州（治安化县，今甘肃省庆城县）境内。寻废。